# 구강위생
구강위생(Oral hygiene)은 정기적인 양치질(치아 위생)과 좋은 위생 습관을 통해 구강을 청결하게 유지하고 질병 및 기타 문제(예: 구취)가 없도록 유지하는 것이다. 구강 위생을 정기적으로 실시하여 구강 질환과 구취를 예방하는 것이 중요하다. 가장 흔한 유형의 치과 질환은 충치와 치은염 및 치주염을 포함한 잇몸 질환이다.
성인을 위한 일반 지침에서는 불소 치약을 사용하여 하루에 두 번 이상 양치할 것을 제안한다. 밤에 잠자리에 들기 전과 아침 식사 후 양치하는 것이다. 치아 사이를 닦는 것을 치간 청소라고 하며 양치만큼 중요하다. 이는 칫솔이 치아 사이에 닿지 않아 치아 표면의 플라그를 약 50%만 제거하기 때문이다. 치실, 테이프 및 치간 브러시를 포함하여 치간 청소에 사용할 수 있는 많은 도구가 있다. 선호하는 도구를 선택하는 것은 각 개인에게 달려 있다.
때때로 흰색 또는 곧은 치아는 구강 위생과 관련이 있다. 그러나 위생적인 입에는 얼룩진 치아나 비뚤어진 치아가 있을 수 있다. 치아의 모양을 개선하기 위해 사람들은 치아 미백 치료와 치열 교정을 사용할 수 있다.
치아 건강에서 구강 미생물군집의 역할의 중요성이 점차 인식되고 있다. 인간 구강 미생물학 연구 데이터에 따르면 공생 미생물총은 환경의 복잡한 변화를 통해 기회 병원성 식물군으로 전환될 수 있다. 이러한 변화는 박테리아가 아닌 숙주에 의해 주도된다. 석회화된 치석의 고고학적 증거는 산업 혁명 동안 우식 박테리아가 우세한 질병 관련 미생물로 구강 미생물이 현저하게 이동했음을 보여준다. 충치균(Streptococcus mutans)은 우식을 유발하는 가장 중요한 박테리아이다. 현대 구강 미생물군은 과거 개체군보다 훨씬 덜 다양하다. 예를 들어 우식증은 주요 풍토병이 되어 산업화된 국가의 학생 중 60-90%에 영향을 미친다. 대조적으로 치아우식증과 치주질환은 신석기 이전과 초기 호미닌에서는 드물었다.

## 구강위생 관련 질병
- 심혈관계 질환
- 세균성 폐렴
- 골다공증

## 같이 보기
- 치실
- 양치질
- 구강세정기